# Grewia occidentalis
Espèce
Classification phylogénétique

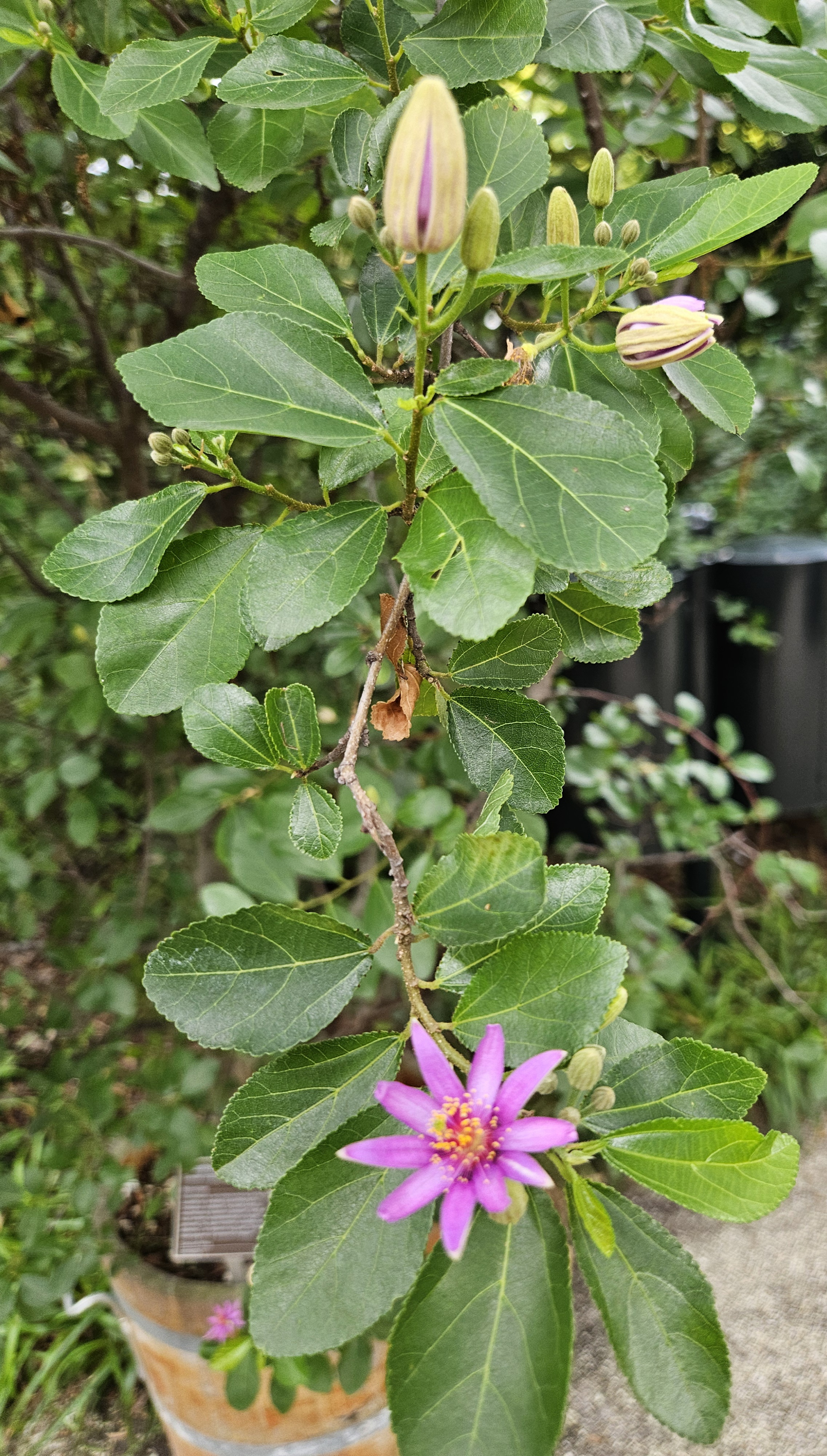
Grewia occidentalis au jardin botanique d'Amsterdam

Grewia occidentalis est une espèce de plantes à fleurs de la famille des Tiliaceae selon la classification classique, ou de celle des Malvaceae selon la classification phylogénétique.

## Description
Ce sont des arbustes ou de petits arbres atteignant 3 m de haut. Les feuilles sont caduques, simples, brillantes, alternes, vert foncé, de 3 à 10 m de long, légèrement charnues et pourvues de petites dents arrondies. Les sépales et les pétales forment des fleurs doubles étoilées inhabituelles, violettes, mauves, roses ou rarement blanches, de 1,5 à 3 cm de diamètre. La floraison a lieu en été, suivie de la fructification quadrilobée (drupes). Ces fruits brun rougeâtre brillants, semblables à des baies, restent sur l'arbre après maturité et attirent les oiseaux frugivores.

## Répartition et habitat
Elle est originaire d'un grand nombre de paysages du sud de l'Afrique (Afrique du Sud, Mozambique, Zimbabwe). Les habitats de la plante sont extrêmement variés on la trouve dans les forêts et le maquis, à la fois dans le karoo aride de l'ouest de l'Afrique du Sud et dans le Highveld, ainsi que dans les forêts de la chaîne du Drakensberg le long de la côte est.

## Conservation
Grewia occidentalis a été récemment évalué pour la Liste rouge des espèces menacées de l'UICN en 2018. Grewia occidentalis est classé comme Préoccupation mineure.

## Systématique
Le nom correct complet (avec auteur) de ce taxon est Grewia occidentalis L..
Ce taxon porte en français le nom vernaculaire ou normalisé suivant : Grewie occidentale.
Grewia occidentalis a pour synonymes :
- Grewia chirindae Baker fil.
- Grewia microphylla Weim.
- Grewia obtusifolia Eckl. & Zeyh.
- Grewia occidentalis var. litoralis Wild
- Grewia seringeana Hamon bis
- Grewia trinervis E.Mey.
- Grewia ulmifolia Salisb.

On le nomme communément « crossberry » et « four-corner ».

### Étymologie
Le nom de genre Grewia est dédié à Nehemiah Grew, médecin anglais qui s'est intéressé à l'anatomie des plantes grâce à l'invention du microscope. Son épithète spécifique du latin occidentalis, du verbe occido « tomber, se coucher ». L'épithète s'est spécialisé au sens de « au delà de l'océan d'Amérique ».